# Hlíðarfjall (Mývatn)
Beim Hlíðarfjall  handelt es sich um einen 771 Meter hohen vulkanischen Berg am See Mývatn im Nordosten von Island.

## Lage
Hlíðarfjall befindet sich ca. 5 km nördlich des Dorfes Reykjahlíð und weitere 5 km südlich der Caldera des Zentralvulkans Krafla.

## Geologie
Der Hlíðarfjall gehört zum Vulkansystem des nahegelegenen Zentralvulkans Krafla.
Es handelt sich um einen kegelförmigen Lavadom mit angeschlossenem niedrigerem Bergrücken aus Rhyolith-Gestein, der durch länger anhaltende oder wiederholte Spaltenausbrüche unter einem Gletscher der Eiszeit entstanden ist.
Zwei tektonische Spalten, die auf die Kontinentaldrift zurückzuführen sind, ziehen sich quer über den Berg, der mitten auf der isländischen Riftzone liegt, und teilen ihn in drei Teile mit einem höheren und zwei niedrigeren Gipfeln.

## Wandern am Hlíðarfjall
Man kann vom Ort Reykjahlíð aus auf den Berg gehen. Ausgangspunkt des gekennzeichneten Wanderweges ist der Zeltplatz nördlich des Ortes. Dabei folgt der Wanderweg teilweise dem Weg, den der Lavastrom im Jahre 1729 nahm, der nur knapp den Ort verfehlte.
Eine längere Tour auf gekennzeichneten Wanderwegen führt vom Leirhnjúkur in der Krafla-Caldera hinunter zum Mývatn. Dabei umrundet man den Berg teilweise und kann ihn auch besteigen.

## Einzelnachweise

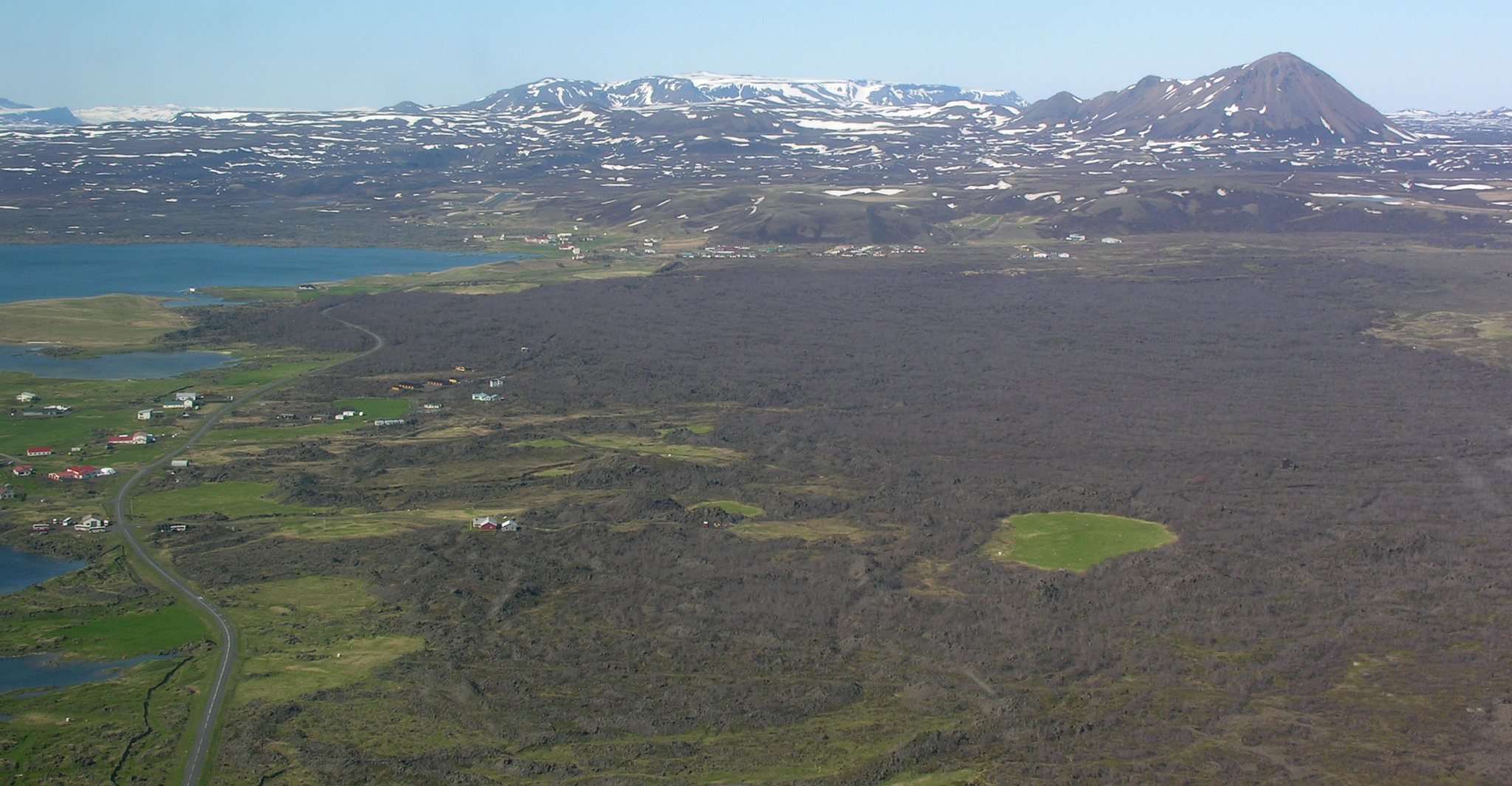
Luftbild der Gegend um Reynihlíð mit Krafla und Hlíðarfjall